# Neoeme annulicornis
Neoeme annulicornis là một loài bọ cánh cứng trong họ Cerambycidae.